# Arcuphantes paiki
Arcuphantes paiki är en spindelart som beskrevs av Saito 1992. Arcuphantes paiki ingår i släktet Arcuphantes och familjen täckvävarspindlar. Inga underarter finns listade i Catalogue of Life.